# Сиви кит
Сиви кит (лат. Eschrichtius robustus) је кит из породица Eschrichtiidae. 

## Распрострањење
Ареал врсте покрива морско подручје уз средњи број држава. Врста има станиште у Канади, Русији, Мексику, Јапану, Исланду, Сједињеним Америчким Државама и Кини.

## Станиште
Станиште врсте су морски екосистеми.

## Угроженост
Ова врста је наведена као последња брига, јер има широко распрострањење и честа је врста.